# Ashridge Business School

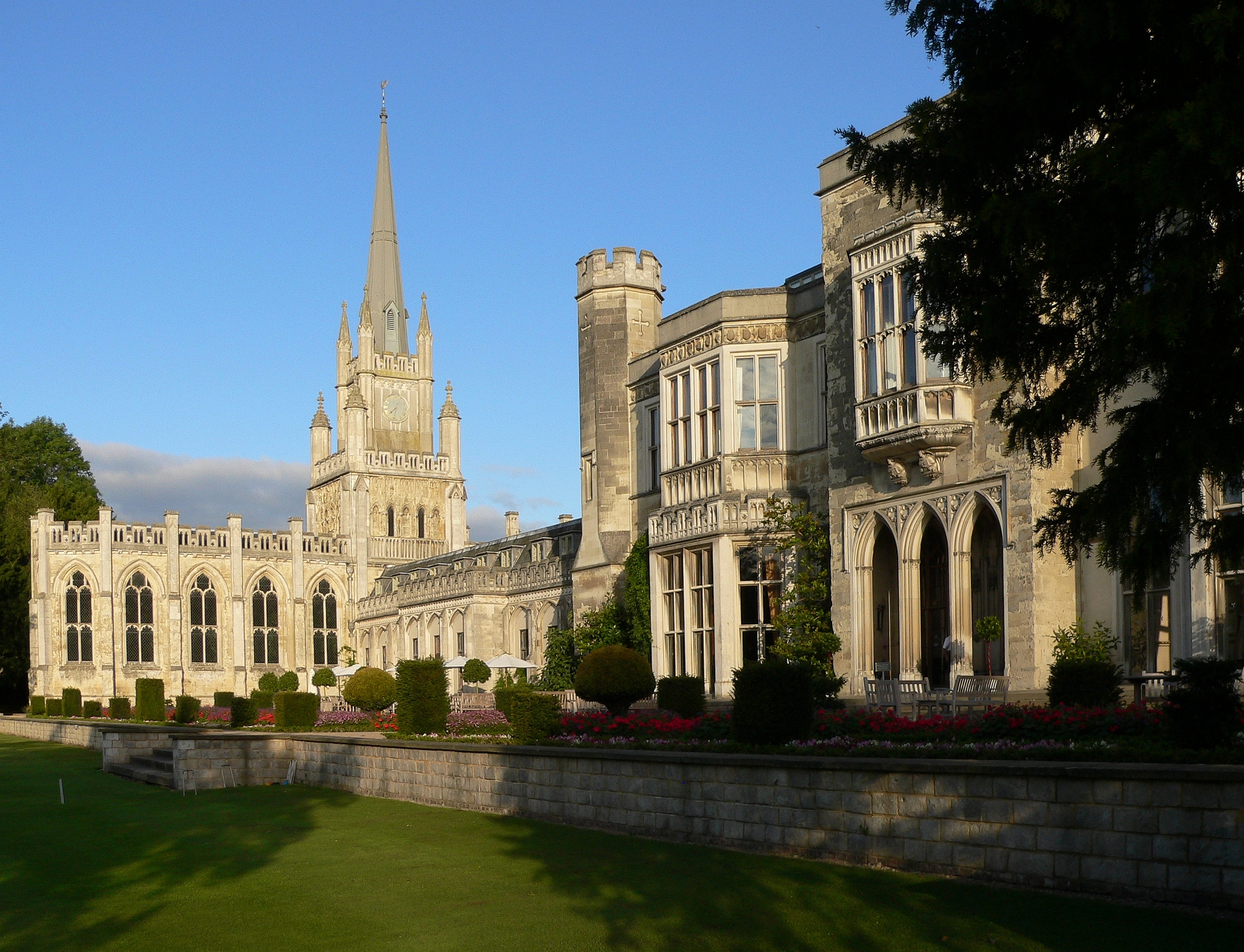
Ashridge Business School

Ashridge Business School é uma escola de negócios privada localizada em Hertfordshire, Inglaterra. Foi fundada em 1959.
Baseada em Ashridge House, uma das maiores casas de campo neogóticas do país, oferece programas de educação executiva e qualificações como MBAs.